# Yoshito Kishi
Yoshito Kishi (japonès: 岸 義人, Kishi Yoshito) (Nagoya, 13 d'abril de 1937 - 9 de gener de 2023) va ser professor Morris Loeb de Química a la Universitat Harvard. Va contribuir a la ciència de la síntesi orgànica i la síntesi total.
Kishi va estudiar a la Universitat de Nagoya on es doctorà. Va fer recerca postdoctoral a la Universitat Harvard on treballà amb Robert Burns Woodward. Des de 1966 fins a 1974, va ser professor de química a la Universitat de Nagoya. Des de 1974, Kishi va ser professor de química a Harvard.
La recerca de Kishi es va centrar en la síntesi natural de productes naturals complexos. Entre ells la síntesi de palitoxina, micolactones, halicondrines, saxitoxina, tetrodotoxina, ansamicina i moltes altres. Kishi també va contribuir al desenvolupament de noves reaccions químiques inclosa la reacció de Nozaki–Hiyama–Kishi.